# فرنان لژه
ژوزف فرنان هانری لژه (به فرانسوی: Joseph Fernand Henri Léger) معروف به هانری لژه، نقاش، مجسمه‌ساز و فیلم‌ساز فرانسوی است. (تولد ۴ فوریهٔ ۱۸۸۱ – مرگ ۱۷ اوت ۱۹۵۵) کارهای او را می‌توان در سبک‌های کوبیسم و اورفیسم طبقه‌بندی کرد. او توانست شیوهٔ مردم‌پسندی در کارهایش خلق کند که به همین خاطر او را از پیشگامان هنر پاپ می‌دانند.

## زندگی
او در ۴ فوریهٔ ۱۸۸۱ در ارژانتانِ نورماندی به دنیا آمد و در ۱۷ اوت ۱۹۵۵ در ژیف سور ایوت در دپارتمان اسون در شمال فرانسه چشم از جهان فروبست. در رشتهٔ معماری درس خواند و به عنوان نقشه‌کش مشغول کار شد. از ۱۹۰۳ فراگیری نقاشی را در پاریس آغاز کرد. در ۱۹۰۹ به جمع کوبیست‌ها پیوست. در نمایشگاه «تقسیم طلایی» شرکت جست (۱۹۱۲). بین سال‌های ۱۹۱۴ و ۱۹۱۷ در ارتش خدمت کرد و بر اثر مسمویت با گاز از خدمت مرخص شد. در سال‌های ۱۹۲۲ تا ۱۹۲۳ برای دو بالهٔ سوئدی با نام‌های پیست پاتیناژ و آفرینش جهان دکورسازی کرد. در ۱۹۲۴ فیلم بالهٔ ماشینی را ساخت. در ۱۹۲۵ نقاشی‌هایش در نمایشگاه هنرهای تزیینی پاریس به نمایش گذاشته شد. در ۱۹۲۸ در نیویورک و برلین نمایشگاه‌هایی برگزار کرد. در ۱۹۴۰ به نیویورک رفت و تا ۱۹۴۵ در آمریکا ماند و به تدریس و برگزاری نمایشگاه‌هایی پرداخت. در ۱۹۴۵ به پاریس بازگشت و به حزب کمونیست فرانسه پیوست. در ۱۹۵۵ جایزهٔ بزرگ بی‌ینال سائوپولو را دریافت کرد.
فرنان لژه از هنرمندان مطرح دوران مدرن است که بعد از جنگ جهانی اول، به دنبال اعتقادات قوی مذهبی و ناسیونالیستی، به تصویرکردن انسان‌های در حال کار در فضای شهری روی آورد. این مقاله به تحلیل آثار و دیدگاه‌های وی می‌پردازد.
فرنان لژه (Leger)، نقاش، طراح و چاپگر فرانسوی است که در سالهای ۱۸۸۱ تا ۱۹۵۵م زندگی می‌کرد. "وی یکی از ابداع کنندگان " کوبیسم" بود که بر این اساس به سبک خاصی از " واقعگرایی نو" دست یافت. او با بینشی آینده‌گرا و با زبانی صریح به ستایش شادمانه جهان صنعتی نوین و انسانِ سازنده این جهان پرداخت.
وی در شهر کان در رشته معماری درس خواند (۱۸۹۷–۱۹۰۲) و سپس در هنرکده‌های مختلف پاریس به مدت ۴ سال آموزش دید. وی مانند بسیاری از هنرمندان پیشتاز، تحت تأثیر آثار " سزان" قرار گرفت. در این سال‌ها برای گذراندن زندگی به کار رتوش عکس می‌پرداخت." (پاکباز، ۷۸: ۴۷۸)
وی بعد از گذاشتن چندین نمایشگاه گروهی و نمایشگاه انفرادی و آشنایی با جنبش " پوریسم"، فیلم " باله مکانیکی" را در سال ۱۹۲۳ ساخت.
وی بعد از سال‌ها تدریس در دانشگاه‌های مختلف و سفر یه آمریکا و یونان، یک نقاشی دیواری در مضمون حمل و نقل برای نمایشگاه جهانی پاریس کشید.
پس از گذار از جنگ جهانی اول، اروپا وارد دوران جدیدی از تفکر و دیدگاه به جهان پیرامون خود شد. "جنگ موجب شده بود که تولید هنرمندان پیشتاز پاریس به‌طور نظرگیری کاهش یابد. به جای پویش چالاک، قهرمانانه و نیروبخش که بسیاری انتظارش را داشتند، جنگ هم چون جریانی بطیء، احمقانه و تحقیرآمیز ظاهر شده بود؛ جنگ ورشکستگی نظام‌های سیاسی غرب و ناسیونالیستی را عیان ساخته بود که ادعای خدمتش را داشتند. فناوری در فجایع ننگین جنگ مدرن سهم بزرگی داشت.
لژه مجذوب کلیت هنر انتزاعی گردید و به قابلیت آن به عنوان تکمیل‌کننده معماری پی‌برد؛ ولی نه همچون موندریان به جنبه نمادین ساحت‌های هندسی علاقه داشت و نه در تمایل فزاینده اعضای گروه داستیل به وفق‌دادن سبک تصویری‌شان با کاراکتر سه بعدی معماری و مبلمان سهیم بود. لژه به تمام معنا به واقعیت زندگی هر روزه تعلق خاطر داشت.

## ویژگی آثار
لژه از زمرهٔ ابداع‌کنندگان کوبیسم است که به سبک خاصی از «واقع‌گرایی جدید» دست یافت. آثار وی جهان صنعتی نوین و انسان سازندهٔ آن را با زبانی صریح و نگاهی آینده‌گرا باز می‌تابانند. وی بر هنرمندان روزگار خویش تأثیری گسترده و متنوع گذارده‌است.
آیا ماشین هرگز توانسته‌است با چنین کارآمدی و قدرتی در خدمت صلح باشد؟ برای آن که خوش‌بینی‌ها و امیدوارهای پیش از جنگ بتواند در سال‌های از پاافتادگی، بازسازی لنگ لنگان در بحران اقتصادی بعد از جنگ، همچون باوری عمیق در ذهن انسان‌ها باقی بمانند، بر هنرمندان بود که با ایمانی مسیحایی، هنر خود را به بیانیه‌هایی دربارهٔ پیشرفت مادی و اجتماعی تبدیل کنند. "فرنان لژه"۲۴ در سال‌های بین ۱۹۱۸و۱۹۲۱ یک مجموعه تابلو کشید که به نحو بسیار شایسته‌ای بیانگر چنین ایمانی بودند. تابلوی " صفحات گرد در شهر " [تصویر۱] برجسته‌ترین کار در این مجموعه بود. شیوه کار او، ترکیبی (یا سنتتیک) است. او شکل‌هایی را در کنار هم قرار می‌دهد که نماها، بامها، تیرهای حمال، پله‌ها، تابلوهای راهنما، پوسترها، رهگذران و نور لامپ‌های قوسی را القا می‌کنند. آن‌ها در اصل به پوستر شباهت دارند. شکل‌ها به حالت مسطح نموده شده‌اند. ضمن آن که صفحات گرد در میانه تصویر از بیشترین نیروی بصری برخوردارند، قوام کمپوزسیون ناشی از چیدگی عناصر افقی و عمودی است. با این همه نوع تحرک (بیشتر به علت ناتمام‌بودن شکل‌ها به گونه‌ای که چشم از یک شکل به شکل دیگر حرکت می‌کند) و فضا در تابلو احساس می‌گردد. شکلها در همه بخش‌های تابلو از تابندگی یکسانی برخوردارند و در نتیجه نوعی برابری میان انسان‌ها را القاء می‌کنند. این نقاشی و مجموعه آن به‌طور کلی، تصویری مرکب از شهر را، به عنوان مکانی برای کار و تفریح و به عنوان محیط زیست متعارف کنونی انسان ارائه می‌کنند.

## نگارخانه

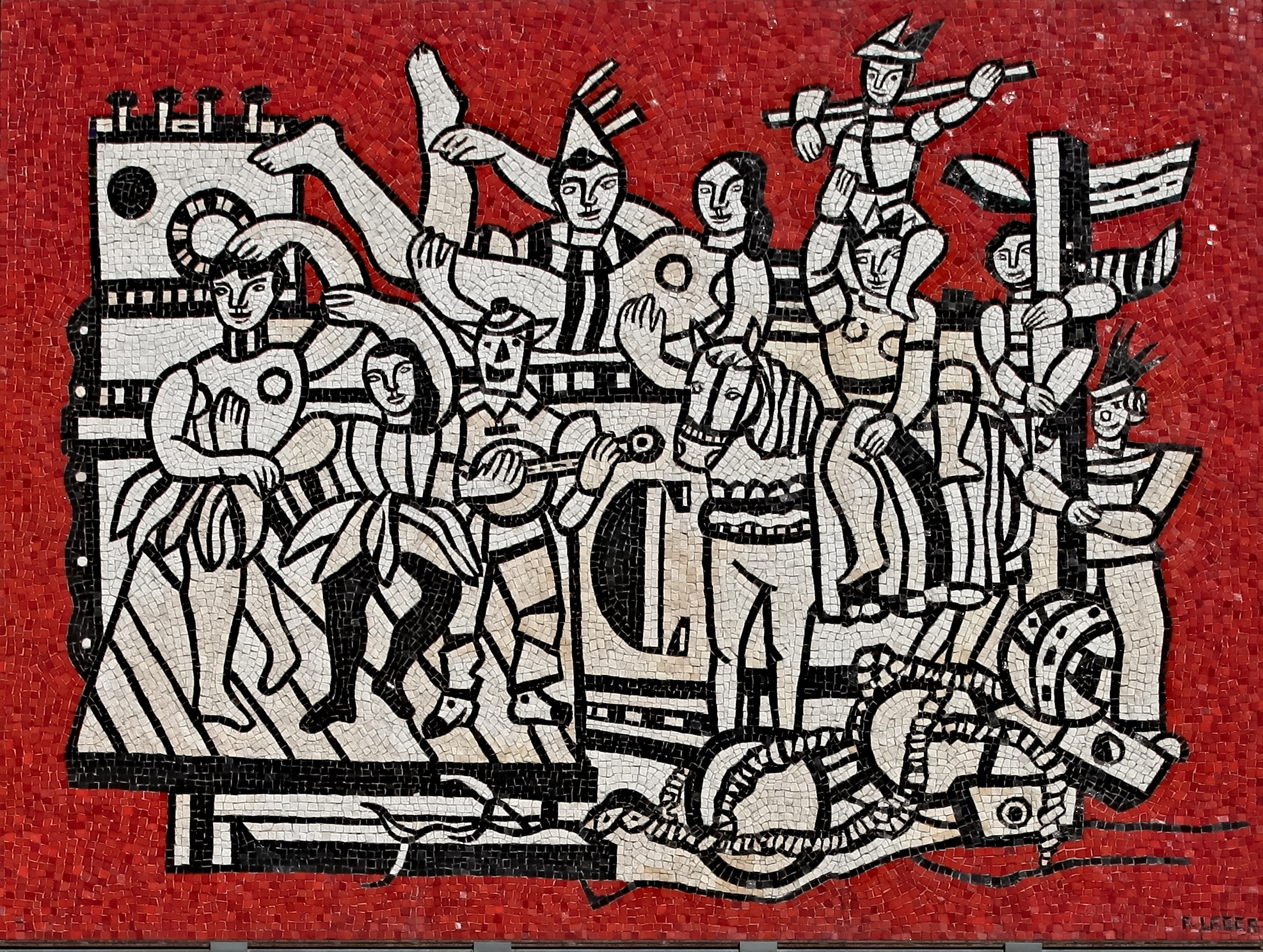
نمایش بزرگ با پس زمینهٔ قرمز, ۱۹۵۸ (طراحی شده در ۱۹۵۳), موزاییک، نگارخانهٔ بین‌المللی ویکتوریا (NGV), استرالیا